# 2009년 그리스 산불

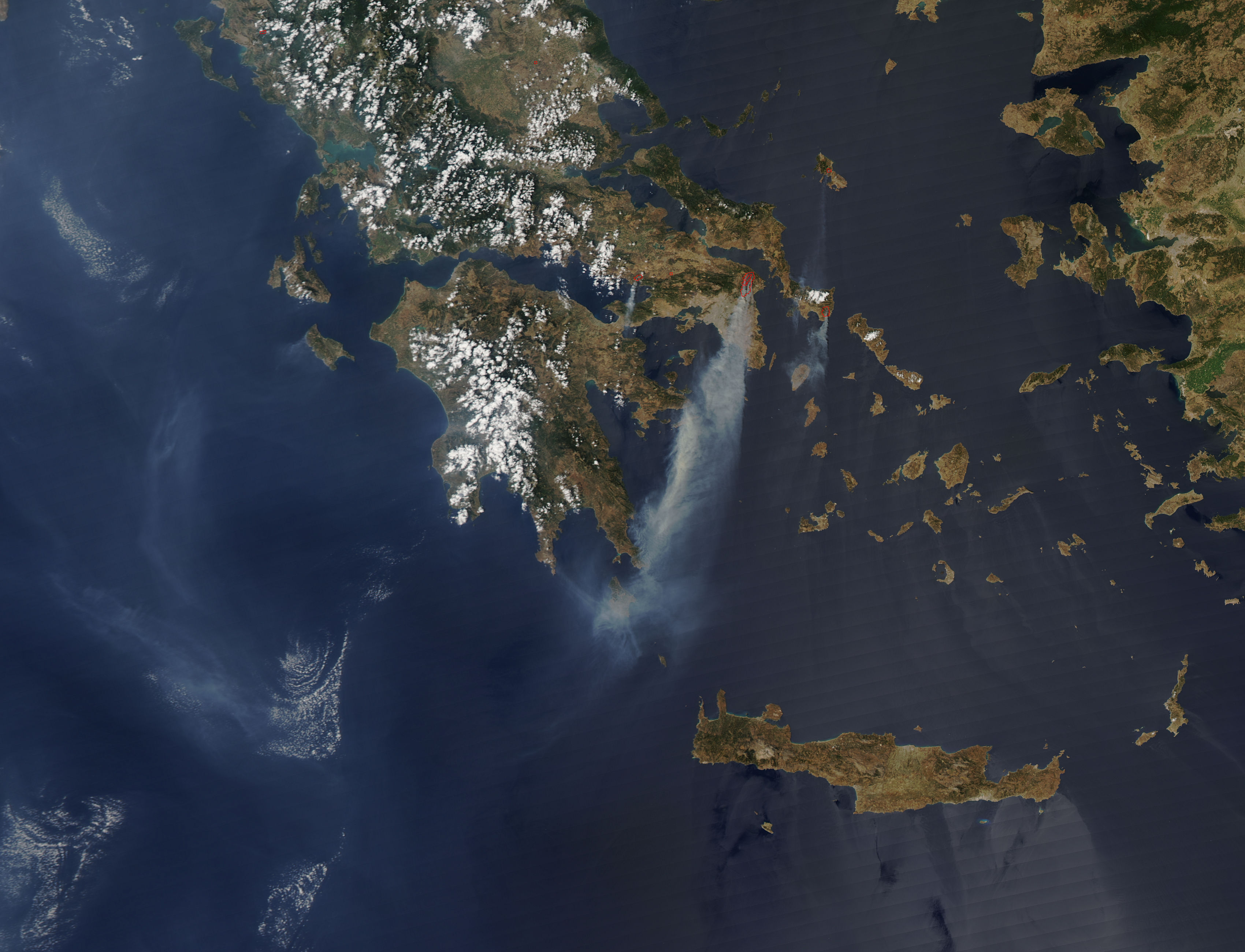
2009년 그리스 산불 위성사진.

2009년 그리스 산불은 2009년 여름 그리스의 여러 지역에 일어난 대규모 산불이다. 산불은 2009년 8월 21일에 아테네에서 북동쪽으로 약 25마일 떨어진 그람마티코에서 시작하여, 교외지역으로 급속히 번졌으며, 이후 30여일간 마을 14곳을 불태웠다. 아요스 스테파노스 주민 10,000명은 이 지역에서 퇴거하도록 요청받았다. 불을 끄기 위하여 소방수와 군인 600여명, 소방용 비행기 12대, 헬리콥터 9대가 투입되었다. 산불은 2007년 산불 이래로 최악의 사태로, 아직 사상사는 보고되지 않았다.

## 같이 보기
- 2007년 그리스 산불
- 2018년 아티키 산불